# بن ماردن
بن ماردن (انگلیسی: Ben Marden; ۱۰ فوریهٔ ۱۹۲۷ – ۲۰۰۰ (۷۲−۷۳ سال)) بازیکن فوتبال اهل بریتانیا بود.
از باشگاه‌هایی که در آن بازی کرده‌است می‌توان به باشگاه فوتبال واتفورد، باشگاه فوتبال آرسنال، باشگاه فوتبال چلمزفورد سیتی، و باشگاه فوتبال بدفورد تاون اشاره کرد.